# Staatenverantwortlichkeit
Die Staatenverantwortlichkeit bzw. völkerrechtliche Verantwortlichkeit betrifft die Frage, ob und inwieweit Völkerrechtssubjekte, in der Regel Staaten, für ein völkerrechtswidriges Handeln oder Unterlassen einzustehen haben. Sie enthält sekundäre Haftungsregelungen für den Fall, dass Staaten primäre Handlungs- oder Unterlassungspflichten verletzen oder dass einem Staat ein völkerrechtswidriges Verhalten zuzurechnen ist.
Sie ist abzugrenzen vom Völkerstrafrecht, dem nur Individuen unterworfen sind und der Staatenhaftung für riskantes oder gefährliches, aber erlaubtes Verhalten.

## Völkerrechtliche Regelung
Die Staatenverantwortlichkeit ist bisher nicht völkervertragsrechtlich geregelt. Wesentliche Teile der Staatenverantwortlichkeit ergeben sich jedoch aus dem Völkergewohnheitsrecht und haben damit gleichwohl einen verbindlichen Charakter für die Staaten.
Anhaltspunkte für eine völkergewohnheitsrechtliche Verbindlichkeit bieten insbesondere die Kodifizierungsarbeiten der UN-Völkerrechtskommission (ILC). Diese hat mit den Draft Articles on Responsibility of States for Internationally Wrongful Acts (ASR), dt. „Artikelentwürfe über die Verantwortlichkeit von Staaten für völkerrechtswidriges Handeln“ aus dem Jahre 2001 den Versuch unternommen, die bis dahin ungeschriebenen Regeln des Völkergewohnheitsrechts zur Staatenverantwortlichkeit zusammenzufassen. Darin enthalten sind vor allem Regelungen zur Zurechenbarkeit und zu den Folgen einer Verletzung völkerrechtlicher Verpflichtungen durch Staaten.
Die Artikelentwürfe sind zwar von der Generalversammlung der Vereinten Nationen am 12. Dezember 2001 angenommen worden (Resolution 56/83), haben bislang aber noch nicht zum Abschluss eines völkerrechtlichen Vertrages geführt. Die Artikelentwürfe selbst sind daher weiterhin unverbindlich. Sie können aber zum Beleg für das Bestehen einer völkergewohnheitsrechtlichen Regelung zur Verantwortlichkeit von Staaten herangezogen werden.
Die Draft Articles on Responsibility of International Organizations (DARIO) stellen einen nicht abgeschlossenen Entwurf zur Verantwortlichkeit Internationaler Organisationen dar.

## Verletzung einer völkerrechtlichen Verpflichtung
Voraussetzung einer Staatenverantwortlichkeit ist zunächst, dass eine völkerrechtliche Verpflichtung (Primärpflicht) verletzt wurde. Wann eine solche Verpflichtung besteht und was sie beinhaltet, ergibt sich nicht aus der Staatenverantwortlichkeit, sondern aus den sonstigen Regelungen des Völkerrechts. Eine Verletzung liegt dann vor, wenn das Handeln eines Staates nicht im Einklang steht mit dem, was eine verbindliche Regelung des Völkerrechts von diesem Staat verlangt. Die Verletzung kann sich dabei sowohl als Verstoß gegen ein Verbot (völkerrechtswidrige Handlung) als auch als Verstoß gegen ein Gebot (völkerrechtswidriges Unterlassen) darstellen. Der Frage nach der Verletzung einer völkerrechtlichen Verpflichtung ist allerdings die Frage nach der Zurechenbarkeit dieser Verletzung logisch vorgelagert. Denn nur das Handeln eines Völkerrechtssubjekts kann überhaupt als eine Verletzung im völkerrechtlichen Sinne betrachtet werden. Dieses Problem stellt sich insbesondere bei Handlungen natürlicher Personen, die für juristische Personen handeln.
Eine völkerrechtliche Pflicht begründet sich entsprechend Art. 38 des IGH-Status durch
- Vertrag (z. B. bilaterale Handelsabkommen oder das Wiener Übereinkommen über das Recht der Verträge)
- Gewohnheitsrecht (z. B. das Gewaltverbot)
- Allgemeine Prinzipien

Siehe auch: Rechtsquellen des Völkerrechts

## Zurechenbarkeit der Verletzung
Die Verletzung ist zurechenbar, wenn der Staat selbst – durch seine Organe – gehandelt hat. In der Regel handelt es sich dabei um Handlungen oder Unterlassungen der exekutiven, legislativen oder judikativen Einrichtungen eines Staates, also der Regierung, des Gesetzgebers oder der Gerichte. Aber auch Privatpersonen und Unternehmen, denen eine staatliche Funktion oder hoheitliche Befugnisse übertragen wurden, gehören dazu. In diesen Fällen kann sich der Staat auch nicht dadurch entlasten, dass seine Organe ihre Befugnisse und Kompetenzen nach innerstaatlichem Recht überschritten haben (so genanntes Handeln ultra vires).
Sonstige Handlungen und Unterlassungen, etwa von Staatsbürgern oder inländischen Unternehmen, sind einem Staat grundsätzlich nicht zurechenbar. Ausnahmen bestehen nur dann, wenn der Staat ein bestimmtes Verhalten geleitet oder kontrolliert hat oder dieses Verhalten nachträglich als eigenes anerkennt. Auch das Verhalten von Personen oder Gruppen, die in Abwesenheit staatlicher Kontrolle gewisse Elemente hoheitlicher Gewalt ausüben, muss sich der Staat unter Umständen zurechnen lassen.
Als zurechenbare Verletzungen gelten unter besonderen Voraussetzungen auch die Handlungen und Unterlassungen eines anderen Staates. Wenn ein Staat einen anderen Staat bei dessen völkerrechtswidrigem Verhalten unterstützt, ihn anleitet und kontrolliert oder zu einem bestimmten Verhalten nötigt, so muss er sich dieses Verhalten des anderen Staates wie ein eigenes Verhalten zurechnen lassen.
Bezüglich der Haftung bei Bundesstaaten besteht teils Uneinigkeit. Das Problem stellt sich insbesondere dann, wenn Gliedstaaten von Bundesstaaten im Rahmen der ihnen vom Bundesstaat übertragenen Kompetenzen völkerrechtliche Verträge mit anderen Völkerrechtssubjekten abschließen und anschließend gegen die darin enthaltenen Vertragspflichten verstoßen. Eine Mindermeinung geht hier davon aus, dass die Gliedstaaten dann für ihre Verstöße selbst haften müssen und nicht der Bundesstaat. Die herrschende Meinung nimmt aber einen Austausch der Verpflichteten an und befürwortet eine Haftung des Bundesstaates. Dieser Auffassung folgte im LaGrand-Fall auch der Internationalen Gerichtshof. Hier hatte ein US-Bundesstaat die völkerrechtliche Verletzung begangen; verklagt wurden schließlich aber die USA als Bundesstaat.

## Rechtfertigung
Ein völkerrechtswidriges Verhalten liegt gleichwohl dann nicht vor, wenn ein Staat mit seinem Verhalten zwar eine völkerrechtliche Verpflichtung verletzt hat, sich dieses Verhalten aber unter bestimmten Umständen als nicht rechtswidrig darstellt. Solche rechtfertigenden Umstände, die eine Rechtswidrigkeit ausschließen, können insbesondere darin bestehen, dass eine Einwilligung des Staates vorliegt, dessen Rechte verletzt wurden, dass das Handeln eine rechtmäßige Selbstverteidigung darstellte, dass höhere Gewalt (force majeure) im Spiel war oder dass eine Notlage oder ein Staatsnotstand das Handeln unbedingt erforderlich gemacht haben.

## Rechtsfolgen
Ist einem Staat völkerrechtswidriges Verhalten zurechenbar und ist dieses Verhalten nicht gerechtfertigt gewesen, so ist dieser Staat für das Verhalten völkerrechtlich verantwortlich. Aus dieser Verantwortlichkeit ergeben sich Haftungspflichten des Staates (so genannte Sekundärpflichten), die insbesondere darauf hinauslaufen, das völkerrechtswidrige Verhalten umgehend einzustellen und nicht zu wiederholen sowie gegebenenfalls entstandene Nachteile wiedergutzumachen. Diese Wiedergutmachung kann in einer Wiederherstellung des ursprünglichen Zustandes (restitution), im Schadensersatz, also dem Ersatz des finanziellen Schadens (compensation), und/oder in Form einer Genugtuung durch Anerkennung der Verletzung, einer Erklärung des Bedauerns, einer formalen Entschuldigung oder eines anderen angemessenen Vorgehens (satisfaction) bestehen.

## Geltendmachung
Eine Geltendmachung der völkerrechtlichen Verantwortlichkeit eines Staates kann nur durch einen anderen Staat erfolgen und auch nur dann, wenn der geltendmachende Staat von dem völkerrechtswidrigen Verhalten des verletzenden Staates betroffen ist, weil die verletzte völkerrechtliche Verpflichtung ihm gegenüber bestanden hat. Bei Verletzungen von Normen mit Wirkung erga omnes ist grundsätzlich jeder Staat betroffen – so macht z. B. Gambia im Falle Gambia gegen Myanmar vor dem Internationalen Gerichtshof u. a. Verstöße gegen das Verbot des Völkermords durch Myanmar geltend, obwohl die beanstandeten Handlungen nicht direkt gegenüber Gambia selbst bzw. dessen Bevölkerung erfolgt sind.
Die Geltendmachung erfolgt in der Regel durch eine Anzeige der Verletzung und Mitteilung über die Form der verlangten Wiedergutmachung. Unter bestimmten Umständen kann der verletzte Staat auch verhältnismäßige Gegenmaßnahmen gegen andauernde Verletzungen ergreifen. Streitfälle zwischen den Staaten sind gegebenenfalls vor dem Internationalen Gerichtshof zu klären.